# ジャン・バール (戦艦・初代)
|                          | |
| 艦歴                     | |
| 発注:                    | |
| 起工:                    | 1910年11月15日 |
| 進水:                    | 1911年9月22日 |
| 就役:                    | 1913年6月15日 |
| 退役:                    | |
| その後:                  | 1946年にスクラップとして廃棄 |
| 除籍:                    | |
| 性能諸元（近代化改装後） | |
| 排水量:                  | 基準：22.189トン 常備：23,475トン 満載：25,850トン |
| 全長:                    | 167.95m（168.0m） |
| 全幅:                    | 27.9m（28.13m） |
| 吃水:                    | 8.99 m (9.0m) |
| 機関:                    | ニクローズ式石炭・重油混焼水管缶24基 ＋パーソンズ式直結型タービン（低速・高速）2組4軸推進 （ベルヴィール式重油専焼水管缶16基＆ギョ・ド・タンブル式重油専焼水管缶6基 ＋パーソンズ式ギヤード・タービン4基4軸推進)                           |
| 最大速力:                | 21ノット（23.4ノット） |
| 乗員:                    | 士官、兵員：1,085～1,100名 |
| 兵装:                    | 30.5cm（45口径）連装砲6基 13.9cm（55口径）単装速射砲22基（18基） 47mm機砲4基 45cm単装水中魚雷発射管4基 （1934年：30.5cm（45口径））連装砲6基 13.9cm（55口径）単装速射砲22基（18基） 7.5m（50口径）単装高角砲7基 45cm単装水中魚雷発射管4基 |
| 装甲:                    | 舷側：180mm～270mm 甲板：112（30+30+12+40）mm 主砲塔：320mm（前盾） バーベット部：280mm |

ジャン・バール（フランス語:Jean Bart）は、フランス海軍の弩級戦艦。クールベ級戦艦の2番艦。艦名は通商破壊で名を成したジャン・バールに因む。戦艦としての艦名は最初。

## 艦歴
ジャン・バールは1910年11月15日にロリアン造船所で起工する。1911年9月22日に進水し、1913年6月15日に就役した。就役後、ジャン・バールはレイモン・ポアンカレ大統領を乗せロシア帝国を訪問した。
第一次世界大戦が勃発すると、ジャン・バールはモンテネグロへの物資輸送支援中の1914年12月21日にオトラント近くでオーストリア＝ハンガリー帝国海軍の潜水艦U12によって雷撃され中破したが、航行に支障なく無事に帰還した。その修理は1914年12月26日からマルタで行われた。1918年にはギリシア沖で活動した。
1919年、ジャン・バールはボリシェヴィキに対するセヴァストーポリ作戦に参加した。4月17日には、本艦と姉妹艦フランス、ダントン級ヴェルニョーの3隻はセヴァストポーリ市内の建造物に立てこもり、周りの市民を盾にしている赤軍部隊を撃退するため苦渋の選択として市街地への砲撃を行なったが、この砲撃で一般市民にも多くの死傷者が出た。4月19日から4月23日の間にジャン・バールは姉妹艦フランス、リベルテ級ジュスティス、ダントン級ヴェルニョーとミラボーと3 隻の砲艦ともに叛乱を起こし、乗員らはインターナショナルやラ・マルセイエーズを歌って赤旗を掲げ、勝手に戦線を離脱した。この事件により、フランス海軍の黒海からの引き上げは早まった。
蜂起を鎮圧したのち、ジャン・バールは1920年にトゥーロンへ帰還し、1935年からは海軍兵学校生の訓練艦として使用された。1936年にはオセアン（Océan）と改名された。
オセアンは1942年11月27日にフランス軍によって自沈処分され、ナチス・ドイツ軍によって捕獲された。当時すでにオセアンは老朽化のため外洋に航行する能力は持たなかった。オセアンは1946年にスクラップとして廃棄された。